# Johann Heinrich Seidel

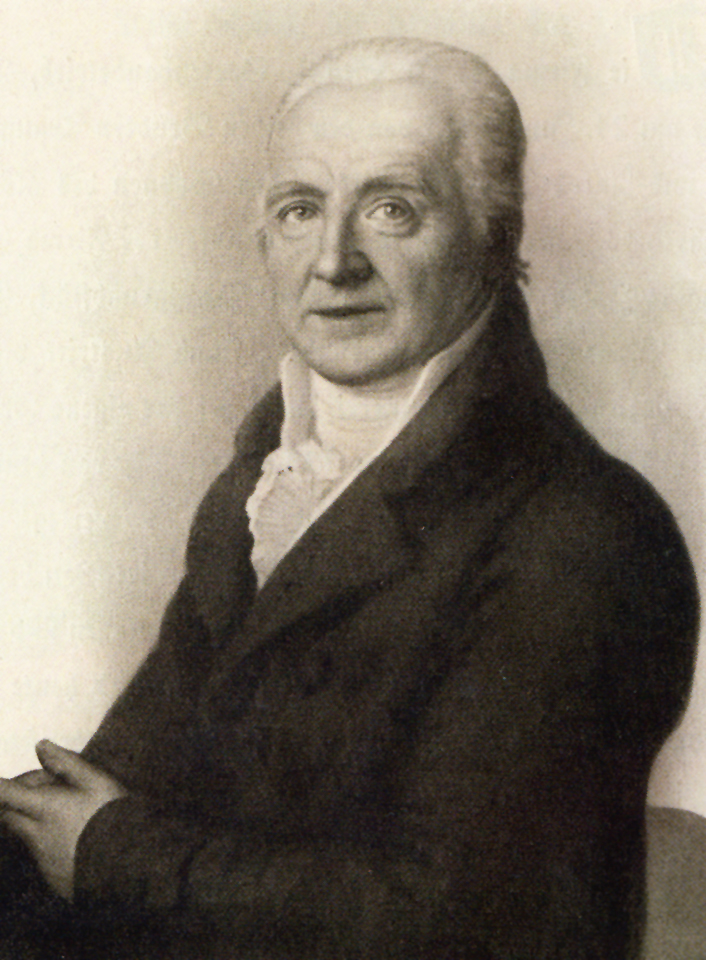
Johann Heinrich Seidel

Johann Heinrich Seidel (* 22. November 1744 in Radeberg; † 30. Januar 1815 in Dresden) war ein sächsischer Hofgärtner und Pflanzenzüchter. Er war der Begründer der Familiendynastie Seidel und wird als „Vater des Dresdner Gartenbaus“ bezeichnet. Vor allem seine Sammlung von über 4000 Pflanzenarten und -sorten in der Herzogin Garten erlangte internationales Ansehen und sorgte dafür, dass der Dresdner Gartenbau weltweite Anerkennung erfuhr.

## Familie
Seidels Eltern, Johann Georg und Anna Rosina (geb. Burckard), verließen Radeberg 1751 und zogen mit ihren Kindern nach Dresden. Seidel hatte vier Brüder und zwei Schwestern. Verheiratet war er mit Johanna Eleonora Seidel (geb. Fleischer). Von ihren gemeinsamen zehn Kindern (fünf Söhne und fünf Töchter) schlugen vier Söhne ebenfalls eine gärtnerische Laufbahn ein: Friedrich Jakob und Traugott Leberecht gründeten die Seidelsche Gärtnerei, die internationale Anerkennung erlangte, Carl August folgte Johann Heinrich als Hofgärtner nach, Gottlob Friedrich wurde Handelsgärtner und Samenhändler. Sein Enkel Traugott Jacob Hermann Seidel folgt später nach.

## Leben

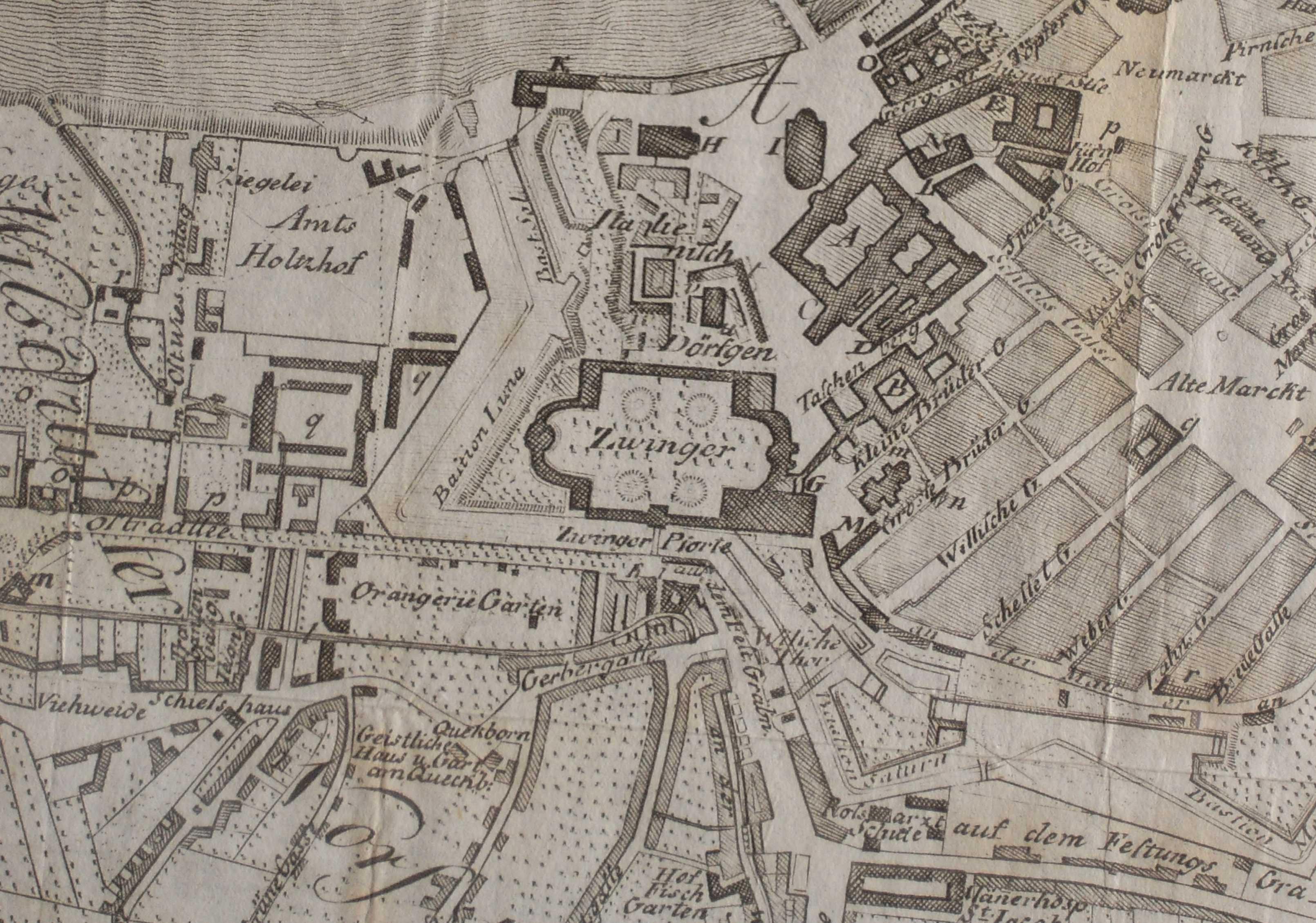
Der Herzogin Garten (hier als Orangerie bezeichnet) auf einer Karte von 1809

Seidel absolvierte von 1761 bis 1764 eine Gärtnerlehre beim kurfürstlichen Kunstgärtner des Dresdner Großen Gartens Johann Jeremias Unger. Danach begab er sich für sieben Jahre auf Gesellenwanderung durch Deutschland, Österreich, Belgien, die Niederlande, England und Frankreich. Er arbeitete dabei längere Zeit in den Gärten Het Loo, Jardin des Plantes, Chiswick und  Kew Garden. Nach seiner Rückkehr nach Dresden wurde er 1771 als Adjunkt und ab 1779 als kurfürstlicher Hofgärtner in der Herzogin Garten beschäftigt. Seidel war Mitglied der Leipziger Ökonomischen Sozietät.
Seidel begann mit dem Anlegen einer der größten europäischen Pflanzensammlungen seiner Zeit. Pflanzenkataloge verzeichnen für 1794 etwa 1800 Arten und Sorten, für 1806 sind 4300 verschiedene Pflanzen überliefert. Im Winter 1792/93 begann er zudem als einer der ersten deutschen Gärtner mit der Zucht von Kamelien. Die Pflanzensammlung Seidels war auch dem Dichter Johann Wolfgang von Goethe bekannt, der Seidel zwischen 1794 und 1813 mindestens fünf Mal in Dresden besuchte. Die gewonnenen Erkenntnisse aus Gesprächen mit Seidel und dem Studium seiner Sammlung ließ Goethe in sein Werk Die Metamorphose der Pflanzen einfließen. Goethe berichtet über seine Besuche bei Seidel unter anderem 1831 in seinem Aufsatz Wirkung meiner Schrift die Metamorphose der Pflanzen und weitere Entfaltung der darin vorgetragenen Idee.
Die Kameliensammlung auf Schloss Zuschendorf bei Pirna hat ihren Ursprung in den Züchtungen Seidels und seiner Nachkommen.

## Veröffentlichungen
- Synonymisches Verzeichnis aller im Churfürstl. Orangengarten zu Dresden befindlichen Gewächse, Dresden 1799.[1][3]
- Synonymisches Verzeichnis aller warmen und kalten Haus-Pflanzen, welche sich im Königl. Orangengarten zu Dresden befinden, Dresden 1811.[1]